# Golos (programa de televisão)
Golos é um talent show russo que estreou no dia 5 de outubro de 2012. O programa é baseado no formato original holandês The Voice of Holland, criado pelo produtor televisivo John de Mol.